# 菩提寺
菩提寺（ぼだいじ）とは、一家が代々その寺の宗旨に帰依して、先祖の菩提を弔う寺院のこと。ここでいう菩提とは「死後の冥福」を意味する。他に菩提所（ぼだいしょ）や菩提院（ぼだいいん）、あるいは香華院（こうげいん）、檀那寺（だんなでら）などとも呼ばれる。古くは氏寺（うじでら）、墳寺（ふんじ）とも呼ばれた。また、真宗では手次寺（てつぎでら）と呼ぶ。
基本的にそれぞれの異称が指すものは同じだが、特定の寺院に対して伝統的に呼び分けることがある。例えば、徳川家の寛永寺や増上寺は一般に菩提寺と呼び、伊達家の瑞鳳寺は香華院と呼ぶなど。しかし、瑞鳳寺を「伊達家の菩提寺」と呼んでも誤りではない。

## 香華院
香華院（こうげいん）は、香華所（こうげしょ）や香華寺（こうげじ）とも呼び、仏前に香や花（香華）を供えることを意味した名称。

## 檀那寺・旦那寺
檀那寺または旦那寺（だんなでら）は、檀信徒の檀那（布施のこと）で運営されることを意味した名称。本来は個人の寄進によって創建され、その一家のために法を施す寺を意味したが（現在の氏寺の意味に近い）、江戸時代の寺請制度に端を発する檀家制度の確立に伴い、現在は先祖代々その寺に所属する檀信徒の菩提寺という意味合いとなっている。